# Upplands runinskrifter 616
Upplands runinskrifter 616 är en vikingatida runsten av granit i Tång, Västra Ryds socken och Upplands-Bro kommun. Stenen är 1,90 meter hög och 0,95 meter bred. Ristningen är utförd av en ovan och inte särskilt skicklig ristare. Runstenens ursprungliga plats är inte känd, men den hittades och restes på sin nuvarande plats 1941 respektive 1945. Stenen är en så kallad Englandssten.

## Inskriften
Translitterering av runraden:
fir--(r)iui : lit rita · kuml : yfitiʀr : fnþur : sih : baosa : auk : boruþur : kuru- · kuþ hi͡a͡l-... · ul kuru -ial uti · a| |akla--
Normalisering till runsvenska:
''fir--riui let retta kuml æftiʀ faður sinn Bosa(?)/Bausa(?) ok broður kuru-. Guð hial[pi] ul kuru [f]ioll uti a Ængla[ndi].
Översättning till nusvenska:
fir--riui lät resa kumlet efter sin fader Bose och [sin] broder kuru-. Gud hjälpe ... kuru föll utomlands i England.